# Kirchenplatz (Bützow)
Der  Kirchenplatz  (auch: Kirchhof) ist ein innerörtlicher Platz und der ursprüngliche Kirchhof im Stadtkern der ehemaligen Bischofsresidenz und Universitätsstadt Bützow im Landkreis Rostock in Mecklenburg. Im Zentrum des Platzes steht das Kulturdenkmal von nationaler Bedeutung, die Stiftskirche.

## Geografische Lage
Die Straße Kirchenplatz ist die Verlängerung der Kirchenstraße und führt um die Stiftskirche herum. Die Gasse ist in beide Richtungen befahrbar, der Fahrbahnbelag besteht aus Kopfsteinpflaster.

## Geschichte
Der Kirchenplatz umgibt die Stiftskirche und wurde vom 13. Jahrhundert bis zum 19. August 1808 als zentrale Begräbnisstätte der Stadt Bützow genutzt.

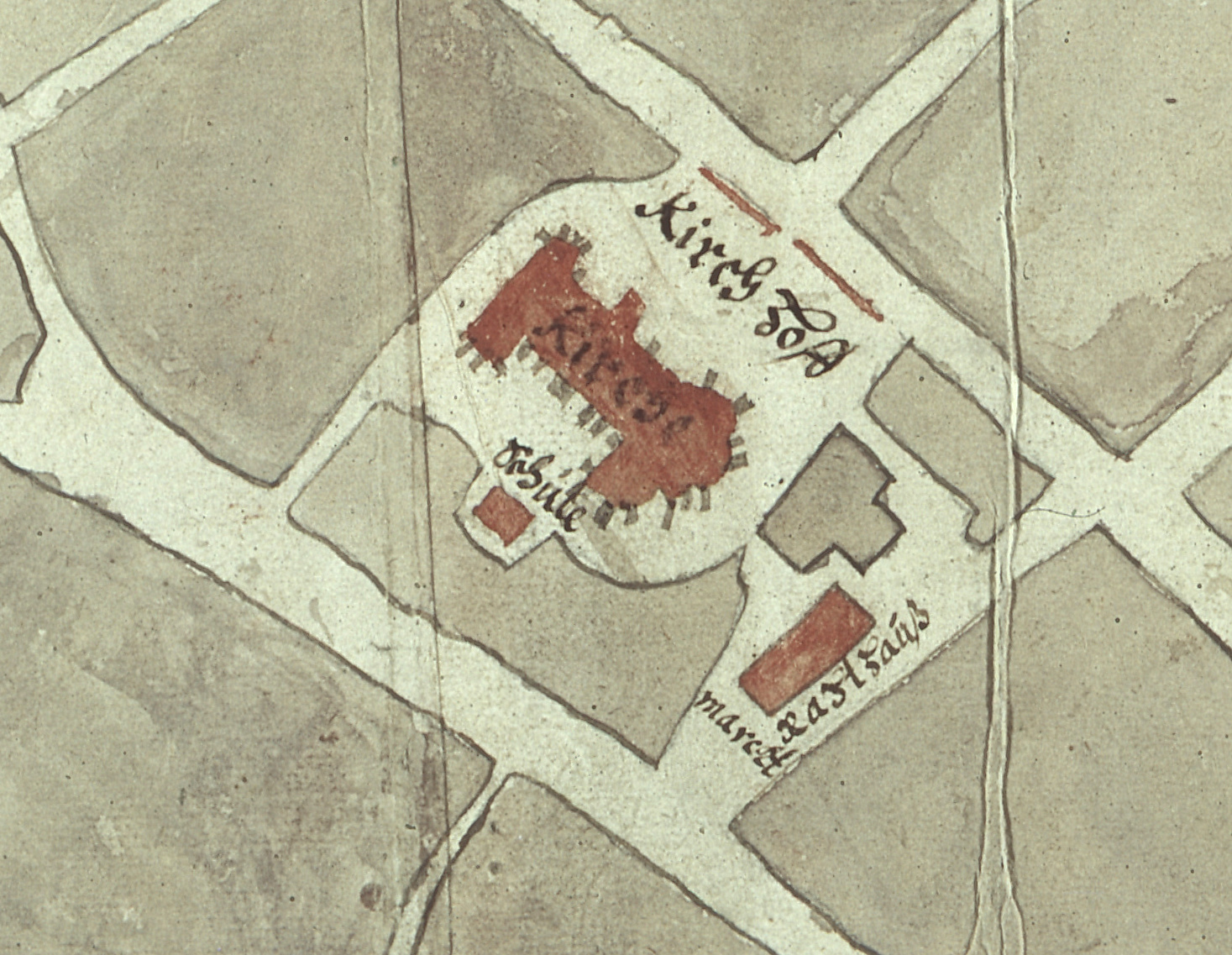
Kirchenplatz um 1688

Siehe: Kirchhof Bützow

## Straßenname im Wandel der Zeit
Die Gasse an der Kirche und dem Kirchhof wird in der Archivreihe Stift Schwerin aus dem Jahre 1497 unter „ingen dem Kirchhof“ namentlich erwähnt.
Von 1663 bis 1888 wechselte der Name von:  Auffm Kirchhoff ,  Am Kirchhof,  Auf dem Kirchhofe und Kleine Kirchenstraße.
Die heutige Namensform Kirchenplatz erschien im Brandkataster der Stadt von 1888 zum ersten Mal und ist bis heute unverändert geblieben.

## Bebauung
In der Straße stehen zumeist zweigeschossige Wohnhäuser.
Die Denkmalplakette  kennzeichnet Baudenkmale des Kirchenplatz.
| Haus Nr. | Historische Haus- nummer bis 1908 |  | Geschichtliche Anmerkungen                                                                                         | Eigentümer oder Verwendung                                                                                      |
| -------- | --------------------------------- |  | --- | --- |
|          |                                   |  | Dreischiffige Hallenkirche mit polygonalem Chor und 74 Meter hohen Turm. Europäischen Route der Backsteingotik.    | Stiftskirche |
| 1        | 162                               |  | 1726 erbaut. | 1. Predigerhaus, später: Schaffner f.Brehmer                                                                    |
| 2        | 164                               |  | | ehemals: Lehrer C. Klockmann, später: Stadtkämmerei (Marienschule), später: Förster a. D. J. Schwemer           |
| 3        | 166                               |  | Haus existiert nicht mehr.                                                                                         | ehemals: Mädchenschule, später: Subrektor J. Fust, später: Kaufmann G. Harms                                    |
| 4        | 167                               |  | Haus existiert nicht mehr.                                                                                         | ehemals: Stadtschule, später: Volksschule, später: Gewerbeschule / Berufsschule, später: Grundschule der POS I. |
| 5        | 189 (ursprünglich: Am Rathaus)    |  | Haus existiert nicht mehr. (Um 1970 wurde auf den Bauplätzen Nr. 5 und 6 ein Anbau für die Stadtschule errichtet.) | ehemals: H. Prehn, später: Papiermühlenbetreiber J. Ch. Dreves, später: Areitsfrau S. Ahrens                    |
| 6        | 190 (ursprünglich: Am Rathaus)    |  | Haus existiert nicht mehr. (Um 1970 wurde auf den Bauplätzen Nr. 5 und 6 ein Anbau für die Stadtschule errichtet.) | ehemals: Schnieder Joh. Diederichs, später: Schmiedemeister J. Hortasch, später: Arbeitsfrau J. Mußfeldt        |